# 마라톤 세계 기록 추이
마라톤 세계 기록은 국제 육상 경기 연맹(IAAF)이 공인하고 있다. 현 남자 마라톤 세계 기록은 케냐의 켈빈 킵툼가 2023년 10월 8일 시카고 마라톤에서 세운 2시간 0분 35초이다. 여자 마라톤 세계 기록은 2종류인데, 혼성종목에서는 케냐의 선수 루스 체프네티치(Ruth Chepng'etich) 가 2024년 10월 13일 시카고 마라톤에서 2:09:56 기록을 세웠다.
여성 전용 부문에서는 2024년 4월 21일 런던 마라톤에서 페레스 젭치르치르가 2:16:16 세계 기록을 달성했다.
세계 기록으로 공인 받기 위해서는 일정한 기준을 충족시켜야 한다.
다음은 남녀 마라톤 세계 기록 추이이다.

## 마라톤 세계 기록 추이

### 남자
범례

  국제육상경기연맹이 공인한 세계 신기록

  국제육상경기연맹이 공인한 세계 신기록 (2003년 1월 1일 이후) 및 세계기록 (2004년 1월 1일)

  도로경주 통계연맹이 공인한 기록
| 기록              | 선수                  | 나라           | 날짜            | 장소                                         | 출처      | 참고 |
| 2시간 55분 18초 4 | 조니 헤이스           | 미국           | 1908년 7월 24일 | 영국 런던 제4회 하계 올림픽                  | IAAF      | 공식 기록은 2시간 55분 18 5/2초로 기록되었다. 이탈리아의 도란도 피에트리가 2시간 54분 46초 4로 가장 먼저 결승선을 통과했지만, 경기 도중 심판원의 도움을 받은 것 때문에 실격 처리되었다. 참고. |
| 2시간 52분 45초 4 | 로버트 파울러         | 미국           | 1909년 1월 1일  | 미국 용커스 엠파이어 시티 마라톤             | IAAF      | 참고 |
| 2시간 46분 52초 8 | 제임스 클라크         | 미국           | 1909. 02. 12    | 미국 뉴욕 브루클린 마라톤                    | IAAF      | 참고 |
| 2시간 46분 04초 6 | 앨버트 레인스         | 미국           | 1909. 05. 08    | 미국 뉴욕 브롱크스 마라톤                    | IAAF      | 참고 |
| 2시간 42분 31초 0 | 헨리 배럿             | 영국           | 1909. 05. 26    | 영국 런던 폴리테크닉 마라톤                  | IAAF      | 참고 |
| 2시간 40분 34초 2 | 투레 요한손           | 스웨덴         | 1909. 08. 31    | 스웨덴 스톡홀름                              | IAAF      | 참고 |
| 2시간 38분 16초 2 | 해리 그린             | 영국           | 1913. 5. 12     | 영국 런던 폴리테크닉 마라톤                  | IAAF      | 참고 |
| 2시간 36분 06초 6 | 알렉시스 알그렌       | 스웨덴         | 1913. 5. 31     | 영국 런던 폴리테크닉 마라톤                  | IAAF      | 《더 타임스》는 세계 기록으로 보도했다. 참고 |
| 2시간 32분 35초 8 | 한네스 콜레마이넨     | 핀란드         | 1920. 8. 22     | 벨기에 안트베르펜 제7회 하계 올림픽          | IAAF ARRS | 코스 거리는 공식적으로는 42,750 m로 규정되었으나 도로경주 통계협회는 거리를 40km로 계산했다.                                                                                                  |
| 2시간 29분 01초 8 | 앨버트 마이컬슨       | 미국           | 1925. 10. 12    | 미국 포트체스터                              | IAAF      | 참고 |
| 2시간 30분 57초   | 해리 페인             | 영국           | 1929. 7. 5      | 영국 런던                                    | ARRS      | |
| 2시간 26분 14초   | 손기정                | 한국           | 1935. 03. 21    | 일본 도쿄                                    | ARRS      | 일제강점기였기 때문에 '손 기테이'이라는 이름의 일본인 자격으로 참가하였다. |
| 2시간 27분 49초 0 | 스즈키 후사시게       | 일본           | 1935. 03. 31    | 일본 도쿄                                    | IAAF      | 도로 경주 통계 협회에 따르면 스즈키의 2시간 27분 49초 기록은 1935년 3월 21일 도쿄에서 손기정(2시간 26분 14초)에 이어 2위를 차지하며 수립된 것이라고 한다.                                     |
| 2시간 26분 44초 0 | 이케나카 야스오       | 일본           | 1935. 04. 03    | 일본 도쿄                                    | IAAF      | 참고 |
| 2시간 26분 42초   | 손기정                | 한국           | 1935. 11. 3     | 일본 도쿄                                    | IAAF      | 참고 |
| 2시간 25분 39초   | 서윤복                | 한국           | 1947. 4. 19     | 미국 보스턴 보스턴 마라톤                    | IAAF      | 거리와 관련된 논란 있음 단선코스 논란 있음. 참고 |
| 2시간 20분 42초 2 | 짐 피터스             | 영국           | 1952. 6. 14     | 영국 런던 폴리테크닉 마라톤                  | IAAF ARRS | MarathonGuide.com에선 코스가 약간 길었다고 주장. 더 타임스는 세계 기록이라고 보도. |
| 2시간 18분 40초 4 | 짐 피터스             | 영국           | 1953 . 6. 13    | 영국 런던 폴리테크닉 마라톤                  | IAAF ARRS | 더 타임스는 세계 기록이라고 보도. |
| 2시간 18분 34초 8 | 짐 피터스             | 영국           | 1953. 10. 4     | 핀란드 투르쿠 투르쿠 마라톤                  | IAAF ARRS | |
| 2시간 17분 39초 4 | 짐 피터스             | 영국           | 1954. 6. 26     | 영국 런던 폴리테크닉 마라톤                  | IAAF      | 왕복이 아닌 간선 마라톤. 더 타임스는 세계 기록이라고 보도. |
| 2시간 18분 05     | 파보 코틸라           | 핀란드         | 1956. 8. 12     | 핀란드 피엑새매키 핀란드 육상 선수권대회     | ARRS      | |
| 2시간 15분 17초 0 | 세르게이 포포프       | 소련           | 1958. 8. 24     | 스웨덴 스톡홀름 1958년 유럽 육상 선수권대회  | IAAF ARRS | |
| 2시간 15분 16초 2 | 아베베 비킬라         | 에티오피아     | 1960. 9. 10     | 이탈리아 로마 제17회 하계 올림픽             | IAAF ARRS | |
| 2시간 15분 15초 8 | 데라사와 도루         | 일본           | 1963. 2. 17     | 일본 벳푸-오이타 마라톤                      | IAAF ARRS | |
| 2시간 14분 28     | 레너드 에덜런         | 미국           | 1963. 6. 15     | 영국 런던 폴리테크닉 마라톤                  | IAAF      | 왕복이 아닌 간선 마라톤. 더 타임스는 세계 기록으로 보도, 코스 길이가 더 길었을 수도 있다고 밝힘                                                                                               |
| 2시간 14분 43초   | 브라이언 킬비         | 영국           | 1963. 7. 6      | 웨일스 포트탤벗                              | ARRS      | |
| 2시간 13분 55초   | 배질 히틀리           | 영국           | 1964. 06. 13    | 영국 런던 폴리테크닉 마라톤                  | IAAF      | 왕복이 아닌 간선 마라톤. 더 타임스는 세계 기록으로 보도 |
| 2시간 12분 12초 2 | 아베베 비킬라         | 에티오피아     | 1964. 10. 21    | 일본 도쿄 제18회 하계 올림픽                 | IAAF ARRS | |
| 2시간 12분 00초   | 시게마쓰 모리오       | 일본           | 1965. 6. 12     | 영국 런던 폴리테크닉 마라톤                  | IAAF      | 왕복이 아닌 간선 마라톤. 더 타임스는 세계 기록으로 보도. |
| 2시간 09분 36초 4 | 데릭 클레이턴         | 오스트레일리아 | 1967. 12. 3     | 일본 후쿠오카 후쿠오카 마라톤                | IAAF ARRS | |
| 2시간 08분 33초 6 | 데릭 클레이턴         | 오스트레일리아 | 1969. 5. 30     | 벨기에 안트베르펜                            | IAAF      | 거리와 관련된 논란 있음. |
| 2시간 09분 28초   | 론 힐                 | 영국           | 1970. 07. 23    | 영국 에든버러 제9회 코먼웰스 게임            | ARRS      | |
| 2시간 09분 12초   | 이언 톰프슨           | 영국           | 1974. 01. 31    | 뉴질랜드 크라이스트처치 제10회 코먼웰스 게임 | ARRS      | |
| 2시간 09분 06초   | 소 시게루             | 일본           | 1978. 02. 05    | 일본 벳푸-오이타 마라톤                      | ARRS      | |
| 2시간 09분 01초   | 헤라르트 네이부르     | 네덜란드       | 1980. 4. 26     | 네덜란드 암스테르담 암스테르담 마라톤        | ARRS      | |
| 2시간 08분 18초   | 로버트 데카스텔라     | 오스트레일리아 | 1981. 12. 6     | 일본 후쿠오카 후쿠오카 마라톤                | IAAF ARRS | |
| 2시간 08분 05초   | 스티브 존스           | 영국           | 1984. 10. 21    | 미국 시카고 시카고 마라톤                    | IAAF ARRS | |
| 2시간 07분 12초   | 카를로스 로페스       | 포르투갈       | 1985. 04. 20    | 네덜란드 로테르담 로테르담 마라톤            | IAAF ARRS | |
| 2시간 06분 50초   | 벨라이네 덴사모       | 에티오피아     | 1988. 04. 17    | 네덜란드 로테르담 로테르담 마라톤            | IAAF ARRS | |
| 2시간 06분 05초   | 호나우두 다 코스타    | 브라질         | 1998. 09. 20    | 독일 베를린 제25회 베를린 마라톤             | IAAF ARRS | |
| 2시간 05분 42초   | 할리드 하누치         | 모로코         | 1999. 10. 24    | 미국 시카고 시카고 마라톤                    | IAAF ARRS | 참고 |
| 2시간 05분 38초   | 할리드 하누치         | 미국           | 2002. 4. 14     | 영국 런던 런던 마라톤                        | IAAF ARRS | 국제 육상 경기 연맹이 공인한 첫 '세계 최고 기록'. |
| 2시간 04분 55     | 폴 터갓               | 케냐           | 2003. 09. 28    | 독일 베를린 제30회 베를린 마라톤             | IAAF ARRS | 국제 육상 경기 연맹이 공인한 첫 세계 기록. |
| 2시간 04분 26     | 하일레 게브르셀라시에 | 에티오피아     | 2007. 09. 30    | 독일 베를린 제34회 베를린 마라톤             | IAAF ARRS | |
| 2시간 03분 59초   | 하일레 게브르셀라시에 | 에티오피아     | 2008. 09. 28    | 독일 베를린 제35회 베를린 마라톤             | IAAF ARRS | |
| 2시간 03분 38초   | 패트릭 마카우         | 케냐           | 2011. 09. 25    | 독일 베를린 제38회 베를린 마라톤             | IAAF IAAF | |
| 2시간 03분 23초   | 윌슨 킵상             | 케냐           | 2013. 09. 29    | 독일 베를린 제40회 베를린 마라톤             | IAAF IAAF | |
| 2시간 02분 57초   | 데니스 키메토         | 케냐           | 2014. 09. 28    | 독일 베를린 제41회 베를린 마라톤             | IAAF IAAF | |
| 2시간 01분 39초   | 일리우드 킵초게       | 케냐           | 2018. 09. 16    | 독일 베를린 제45회 베를린 마라톤             | IAAF      | |
| 2시간 01분 09초   | 일리우드 킵초게       | 케냐           | 2022. 09. 25.   | 베를린 마라톤                                | IAAF      | |
| 2시간 00분 35초   | 켈빈 킵툼             | 케냐           | 2023. 10. 08    | 시카고 마라톤                                | IAAF      | 최초로 2시간 1분 안으로 들어온 기록이다. 최초로 평균 속도가 13 MPH를 돌파한 마라톤 기록이다.(기록상 13.04 MPH)                                                                                |

### 여자
| 기록              | 차이 | 선수                | 나라     | 날짜         | 대회명                                                                                        | 장소                 | 주석 및 기타                                                            | 동영상                      |
| 5시간 40분 xx     |      | 마리루이즈 르드뤼   | 프랑스   | 1918. 9. 29  | 뚜르 드 프랑스 마라톤                                                                         | ARRS                 |                                                                         |                             |
| 3:40:22           |      | 비올레 피르시       | 영국     | 1926. 10. 3  | 폴리테크닉 마라톤                                                                             | 영국 런던            | IAAF, ARRS                                                              |                             |
| 3시간 37분 07     |      | 메리 레퍼           | 미국     | 1963. 12. 16 | The Association of Road Racing Statisticians notes the date of the race as December 14, 1963. |                      |                                                                         |                             |
| 3시간 27분 45초   |      | 달레 그라이크       | 독일     | 1964. 5. 23  |                                                                                               | Ryde                 | IAAF, ARRS                                                              |                             |
| 3시간 19분 33초   |      | 밀드레드 샘프슨     | 뉴질랜드 | 1964. 7. 21  |                                                                                               | 뉴질랜드 오클랜드    | IAAF                                                                    | 논란 있음 (시간 측정).      |
| 3시간 15분 23     |      | 모린 윌턴           | 캐나다   | 1967. 5. 6   |                                                                                               | 캐나다토론토         | IAAF, ARRS                                                              |                             |
| 3시간 07분 27초 2 |      | 아니 페데에르트캄프 | 서독     | 1967. 9. 16  |                                                                                               | 서독 발트니엘        | IAAF, ARRS                                                              |                             |
| 3시간 02분 53     |      | 캐럴라인 워커       | 미국     | 1970. 2. 28  |                                                                                               | 미국 시사이드        | IAAF, ARRS                                                              |                             |
| 3시간 01분 42     |      | 엘리자베스 보너     | 미국     | 1971. 5. 9   | AAU 동부 지역 선수권 대회                                                                     | 미국 필라델피아      | IAAF, ARRS                                                              |                             |
| 2시간 55분 22     |      | 엘리자베스 보너     | 미국     | 1971. 9. 19  | 뉴욕 마라톤                                                                                   | 미국 뉴욕            | IAAF, ARRS                                                              |                             |
| 2시간 49분 40     |      | 셰릴 브리지스       | 미국     | 1971. 12. 5  |                                                                                               | 미국 컬버시티        | IAAF, ARRS                                                              |                             |
| 2시간 46분 36     |      | 미치코 고먼         | 미국     | 1973. 12. 2  |                                                                                               | 미국 컬버시티        | IAAF, ARRS                                                              |                             |
| 2시간 46분 24초   |      | 샹탈 랑글라세       | 프랑스   | 1974. 10. 27 | -                                                                                             | 프랑스 뇌프-브히샤슈 |                                                                         | IAAF, ARRS                  |
| 2시간 43분 54초 5 |      | 재클린 핸슨         | 미국     | 1974. 12. 1  | -                                                                                             | 미국 컬버시티        | IAAF, ARRS                                                              |                             |
| 2시간 42분 24초   |      | 리안 빈터           | 서독     | 1975. 4. 21  | 보스턴 마라톤                                                                                 | 미국 보스턴          | IAAF 논란 있음 (point-to-point).                                        |                             |
| 2시간 40분 15초 8 |      | 크리스타 팔렌지크   | 서독     | 1975. 5. 3   |                                                                                               | 뒬멘                 | IAAF, ARRS                                                              |                             |
| 2시간 38분 19초   |      | 재클린 핸슨         | 미국     | 1975. 10. 12 | 오리건 육상 클럽 마라톤                                                                       | 미국 유진            | IAAF, ARRS                                                              |                             |
| 2시간 35분 15초 4 |      | 샹탈 랑글라세       | 서독     | 1977. 5. 1   |                                                                                               | 스페인 오이아르춘    | IAAF                                                                    |                             |
| 2시간 34분 47초 5 |      | 크리스타 팔렌지크   | 서독     | 1977. 09. 10 | 제4회 베를린 마라톤                                                                           | 서독 베를린          | IAAF, ARRS                                                              |                             |
| 2시간 32분 29초 8 |      | 그레테 와이츠       | 노르웨이 | 1978. 10. 22 | 뉴욕 마라톤                                                                                   | 미국 뉴욕            | IAAF                                                                    | 논란 있음 (단거리).         |
| 2시간 27분 32초 6 |      | 그레테 와이츠       | 노르웨이 | 1979. 10. 21 | 뉴욕 마라톤                                                                                   | 미국 뉴욕            | IAAF 논란 있음 (단거리).                                                |                             |
| 2시간 31분 23초   |      | 조앤 벤와           | 미국     | 1980. 2. 3   | 오클랜드 마라톤                                                                               | 뉴질랜드 오클랜드    | ARRS                                                                    |                             |
| 2시간 30분 58초   |      | 패티 카탈라노       | 미국     | 1980 . 9. 6  | 몬트리올 국제 마라톤                                                                          | 캐나다 몬트리올      | ARRS                                                                    |                             |
| 2시간 25분 41초 3 |      | 그레테 와이츠       | 노르웨이 | 1980. 10. 26 | 뉴욕 마라톤                                                                                   | 미국 뉴욕            | IAAF                                                                    | 논란 있음 (단거리).         |
| 2시간 30분 27초   |      | 조이스 스미스       | 영국     | 1980. 11. 16 | 도쿄 국제 여자 마라톤                                                                         | 일본 도쿄            | ARRS                                                                    |                             |
| 2시간 29분 57초   |      | 조이스 스미스       | 영국     | 1981. 3. 29  | 런던 마라톤                                                                                   | 영국 런던            | ARRS                                                                    |                             |
| 2시간 29분 02초   |      | 샤를로테 테스케     | 서독     | 1982. 1. 16  | 오렌지 볼 마라톤                                                                              | 미국 마이애미        | ARRS                                                                    |                             |
| 2시간 26분 12초   |      | 조앤 벤와           | 미국     | 1982. 9. 12  | 오리건 육상 클럽 마라톤                                                                       | 미국 유진            | ARRS                                                                    |                             |
| 2시간 25분 28초 7 |      | 그레테 와이츠       | 노르웨이 | 1983. 4. 17  | 런던 마라톤                                                                                   | 영국 런던            | IAAF, ARRS                                                              |                             |
| 2시간 22분 43초   |      | 조앤 벤와           | 미국     | 1983. 4. 18  | 보스턴 마라톤                                                                                 | 미국 보스턴          | IAAF                                                                    | 논란 있음 (point-to-point). |
| 2시간 24분 26초   |      | 잉리 크리스티안센   | 노르웨이 | 1984. 5. 13  | 런던 마라톤                                                                                   | 영국 런던            | ARRS                                                                    |                             |
| 2시간 21분 06초   |      | 잉리 크리스티안센   | 노르웨이 | 1985. 04. 21 | 런던 마라톤                                                                                   | 영국 런던            | IAAF, ARRS                                                              |                             |
| 2시간 20분 47초   |      | 테글라 로로우페     | 케냐     | 1998. 04. 19 | 로테르담 마라톤                                                                               | 네덜란드 로테르담    | IAAF, ARRS                                                              |                             |
| 2시간 19분 46초   |      | 다카하시 나오코     | 일본     | 2001. 09. 30 | 제28회 베를린 마라톤                                                                          | 독일 베를린          | IAAF, ARRS                                                              |                             |
| 2시간 18분 47초   |      | 캐서린 은데레바     | 케냐     | 2001. 10. 7  | 시카고 마라톤                                                                                 | 미국 시카고          | IAAF, ARRS                                                              |                             |
| 2시간 17분 18초   |      | 폴라 래드클리프     | 영국     | 2002. 10. 13 | 시카고 마라톤                                                                                 | 미국 시카고          | IAAF, ARRS, 여자 마라톤 종목에서 국제육상경기연맹이 공인한 첫 세계 기록 |                             |
| 2시간 15분 25     |      | 폴라 래드클리프     | 영국     | 2003. 4. 13  | 런던 마라톤                                                                                   | 영국 런던            | IAAF, ARRS, 여자 마라톤 종목에서 국제육상경기연맹이 공인한 첫 세계 기록 |                             |

## 더 읽어보기
- 남자 마라톤 대한민국 기록 추이
- 여자 마라톤 대한민국 기록 추이